# MixRadio
MixRadio (früher Nokia Music Store, OVI Music Store) war ein Online-Musikdienst für Musik im MP3-Format von LINE. Der Zugriff erfolgte über einen Webbrowser oder über eine App für Windows Phone 8, Apple iOS sowie Android.
Mixradio wurde am 21. März 2016 eingestellt.

## Geschichte
2014 wurde MixRadio nach der Übernahme von Nokias Geräte-Sparte an Microsoft Mobile verkauft, wodurch MixRadio Microsofts  Xbox Music konkurrierte. Im Juli 2014 gab Microsoft bekannt, MixRadio auszugliedern. Im März 2015 wurde MixRadio an das japanische Unternehmen LINE verkauft. Auch die Portierung der App auf Android und iOS durch LINE konnte den Streaming-Dienst nicht vor dem Aus retten, woraufhin LINE Mitte Februar 2016 ankündigte, Mix Radio in den folgenden Wochen einzustellen. Ende Februar 2016 wurde die App aus den App Stores entfernt.

## Allgemein
Die angebotene Musik im früheren Kaufshop war frei von DRM und konnte beliebig kopiert werden. Für das Herunterladen benötigte man ein Nokia-Konto. Der Kaufshop wurde im Rahmen der Umbenennung von Nokia Music in Nokia MixRadio geschlossen. Der Dienst war in 38 Ländern verfügbar und bot mit Stand Juli 2014 über 30 Millionen Songs an. Das Musikstreaming selbsterstellter Playlists war kosten- und werbefrei. Die 2008 eingeführte Musik-Flatrate wurde 2011 eingestellt, war aber später unter dem Namen MixRadio+ wieder erhältlich.